# 森姆·烏迪迪
森姆·伊夫·烏姆·蒂蒂（法語：Samuel Yves Um Titi；1993年11月14日—），通称森姆·烏迪迪（法語：Samuel Umtiti，發音：[samɥɛl umtiti]）是法國的職業足球運動員，司職中後衛。現效力於法甲球隊里爾。法國國家足球隊成員。
烏迪迪自2012年起便加盟里昂，在2016年轉會至巴塞隆納前總共替里昂出賽170場，進5球。烏迪迪替法國國家青年隊時出賽47場，進3球，其中包括2013年國際足總U-20世界盃紀錄。2016年，烏迪迪被召入法國國家足球隊，並入選2016年歐洲國家盃法國隊參賽名單，在決賽時亦有上場。

## 球會生涯

### 里昂
2011年8月16日，烏迪迪隨里昂參加2011–12年歐洲冠軍聯賽附加賽首回合，雖然里昂以3-1擊敗喀山魯賓，但他沒有上場。2012年1月8日，烏迪迪在2011年至2012年法國杯足球賽64強對里昂杜希爾時首次上場，該場比賽里昂最後以3-1取勝。6天後，烏迪迪在法甲對蒙彼利埃以先發身份上場，雖然他打滿全場90分鐘，但里昂以0-1輸給蒙彼利埃。在2011年至2012年賽季後，烏迪迪共出場18次。 
2012年至2013年賽季時，烏迪迪漸漸經常以先發身份上場。2013年1月12日，在對上特魯瓦時烏迪迪踢進於里昂的第1球，該場比賽里昂也以2-1取勝。賽季結束時，烏迪迪共出場32次，進2球。

### 巴塞隆納
2016年6月30日，烏迪迪以2500萬歐元轉會費加盟至西甲球會巴塞隆納。2016年8月17日，烏迪迪在2016年西班牙超級盃次回合對塞維亞時首次上場，該場比賽巴塞隆納以3-0取勝，贏得該屆超級盃冠軍。

## 國際賽生涯

### 青年隊
烏迪迪曾參與過法國 U17到法國U21之間所有各階的法國國家青年足球隊，並且入選2013年國際足總U-20世界盃法國隊參賽名單，是法國隊在該屆奪冠中重要隊員。烏迪迪幾乎參與該屆所有比賽，但因為在準決賽對迦納時拿到一張紅牌，因此在決賽對烏拉圭時無法上場。

### 成人隊
烏迪迪在喀麥隆首都雅溫德出身，並且住在雅溫德2年。喀麥隆足球協會與前喀麥隆國脚羅傑·米拉嘗試邀請烏迪迪加入喀麥隆國家足球隊，但烏迪迪沒有答應。
2016年歐洲國家盃期間，由於中後衛馬菲奧受傷而無法出賽，儘管烏迪迪的年齡還未到成人隊標準，仍受到法國總教練德尚召入法國隊參賽名單。7月3日，烏迪迪在該屆準決賽於法蘭西體育場對冰島時，取代阿迪爾·拉米以先發身份上場。法國最後以5-2取勝，烏迪迪也成為自1966年加布里埃爾·德·米歇爾以來，首位第一次於國際賽事上場，就遇上隊伍獲勝的場外球員，比賽中烏迪迪在場上傳球77次，並且傳球率達100%無失誤。
烏迪迪總共在2016年歐洲國家杯出賽3次，其中之一包括對葡萄牙的決賽，雖然烏迪迪在場上防守表現相當亮眼，但葡萄牙仍在延長賽第109分鐘靠著埃德爾的1球超前，終場法國以0-1輸給葡萄牙。
烏迪迪入選法國征戰2018年世界盃的名單，擔任後防主力；在首場面對澳洲的比賽中不慎手球送點。
在7月10日面對比利時的半決賽中，烏迪迪接獲安东尼·格里兹曼開出的角球頂入球門，淘汰比利時打入決賽。在決賽中法國隊最終以4-2獲勝，再次舉起大力神杯。

## 生涯數據

### 球會
最後更新：2016年8月18日
| 球會     | 賽季     | 聯賽 | 聯賽 | 國家盃1 | 國家盃1 | 聯賽盃 | 聯賽盃 | 歐洲聯賽2 | 歐洲聯賽2 | 其它3 | 其它3 | 總計 | 總計 |
| 球會     | 賽季     | 出賽 | 進球 | 出賽    | 進球    | 出賽   | 進球   | 出賽      | 進球      | 出賽  | 進球  | 出賽 | 進球 |
| -------- | -------- | ---- | ---- | ------- | ------- | ------ | ------ | --------- | --------- | ----- | ----- | ---- | ---- |
| 里昂     | 2011–12  | 12   | 0    | 3       | 0       | 3      | 0      | 0         | 0         | —     | —     | 18   | 0    |
| 里昂     | 2012–13  | 26   | 1    | 0       | 0       | 0      | 0      | 6         | 1         | 0     | 0     | 32   | 2    |
| 里昂     | 2013–14  | 28   | 0    | 1       | 0       | 3      | 0      | 10        | 0         | —     | —     | 42   | 0    |
| 里昂     | 2014–15  | 35   | 1    | 2       | 0       | 1      | 0      | 2         | 1         | —     | —     | 40   | 2    |
| 里昂     | 2015–16  | 30   | 1    | 2       | 0       | 1      | 0      | 4         | 0         | 1     | 0     | 38   | 1    |
| 里昂     | 總計     | 131  | 3    | 8       | 0       | 8      | 0      | 22        | 2         | 1     | 0     | 170  | 5    |
| 巴塞隆納 | 2016–17  | 1    | 0    | 0       | 0       | —      | —      | 0         | 0         | 1     | 0     | 2    | 0    |
| 生涯總計 | 生涯總計 | 131  | 3    | 8       | 0       | 8      | 0      | 22        | 2         | 2     | 0     | 172  | 5    |

1包括法國盃出賽紀錄
2包括欧足联欧洲联赛與欧洲冠军联赛 出賽紀錄
3包括法國超級盃與西班牙超級盃出賽紀錄

### 國際賽
最後更新：2016年7月10日
| 國家隊 | 年份 | 出賽 | 進球 |
| ------ | ---- | ---- | ---- |
| 法國   | 2016 | 3    | 0    |
| 法國   | 2018 | 1    | 1    |
| 總計   | 總計 | 4    | 1    |

## 國家隊入球
| #  | 日期       | 比賽場地                     | 對手   | 比分 | 賽果 | 賽事                       |
| -- | ---------- | ---------------------------- | ------ | ---- | ---- | -------------------------- |
| 1. | 2017.06.13 | 法國聖坦尼法蘭西體育場       | 英格兰 | 1–1  | 3–2  | 友誼賽                     |
| 2. | 2018.06.01 | 法國尼斯安聯里維耶拉球場     | 義大利 | 1–0  | 3–1  | 友誼賽                     |
| 3. | 2018.07.10 | 俄羅斯聖彼得堡聖彼得堡體育場 | 比利时 | 1–0  | 1–0  | 2018年國際足協世界盃淘汰賽 |

## 個人榮譽

### 球會
里昂
- 法國盃冠軍：2011–12年
- 法國超級盃冠軍：2012年

巴塞隆納
- 西甲联赛冠军：2017-18年
- 西班牙國王盃冠軍：2017-18年、2020-21年
- 西班牙超級盃冠軍：2016年（英语：2016 Supercopa de España）、2018年

### 國家隊
法國
- 2018年世界盃足球賽：冠軍
- 國際足總U-20世界盃冠軍（1）：2013年
- 歐洲國家盃亞軍（1）：2016年